# Campeonato Mundial de Atletismo de 2017 - Salto com vara masculino
A competição do salto com vara masculino no Campeonato Mundial de Atletismo de 2017 foi realizada no Estádio Olímpico de Londres nos dias 6 e 8 de agosto. Sam Kendricks dos Estados Unidos levou a medalha de ouro. 

## Recordes
Antes da competição, os recordes eram os seguintes:
| Recorde mundial                               | Renaud Lavillenie (FRA)    | 6.16 | Donetsk, Ucrânia           | 5 de fevereiro de 2014  |
| Recorde do campeonato                         | Dmitri Markov (AUS)        | 6.05 | Edmonton, Canadá           | 29 de agosto de 2001    |
| Melhor marca do ano                           | Sam Kendricks (USA)        | 6.00 | Sacramento, Estados Unidos | 24 de junho de 2017     |
| Recorde africano                              | Okkert Brits (RSA)         | 6.03 | Colônia, Alemanha          | 18 de agosto de 1995    |
| Recorde asiático                              | Igor Potapovich (KAZ)      | 5.92 | Estocolmo, Suécia          | 19 de fevereiro de 1998 |
| Recorde da América do Norte, Central e Caribe | Brad Walker (USA)          | 6.04 | Eugene, Estados Unidos     | 8 de junho de 2008      |
| Recorde sul-americano                         | Thiago Braz da Silva (BRA) | 6.03 | Rio de Janeiro, Brasil     | 15 de agosto de 2016    |
| Recorde europeu                               | Renaud Lavillenie (FRA)    | 6.16 | Donetsk, Ucrânia           | 5 de fevereiro de 2014  |
| Recorde da Oceania                            | Steven Hooker (AUS)        | 6.06 | Boston, Estados Unidos     | 7 de fevereiro de 2009  |

## Medalhistas
| Ouro                | Prata             | Bronze                  |
| Sam Kendricks (USA) | Piotr Lisek (POL) | Renaud Lavillenie (FRA) |

## Tempo de qualificação
| Tempo de qualificação |
| --------------------- |
| 5.70 metros           |

## Calendário
| Data                | Horário | Fase         |
| ------------------- | ------- | ------------ |
| 6 de agosto de 2017 | 10:40   | Qualificação |
| 8 de agosto de 2017 | 19:35   | Final        |

Todos os horários estão no horário local (UTC+1)

## Resultados

### Qualificação
Qualificação: 5,75 m (Q) ou as doze melhores performances (q) 
| Pos. | Grupo | Atleta                  | Nacionalidade               | 5.30 | 5.45 | 5.60 | 5.70 | Marca | Notas |
| ---- | ----- | ----------------------- | --------------------------- | ---- | ---- | ---- | ---- | ----- | ----- |
| 1    | A     | Renaud Lavillenie       | França                      | -    | -    | o    | o    | 5.70  | q     |
| 1    | A     | Piotr Lisek             | Polónia                     | o    | o    | o    | o    | 5.70  | q     |
| 3    | B     | Sam Kendricks           | Estados Unidos              | o    | o    | xxo  | o    | 5.70  | q     |
| 4    | B     | Shawnacy Barber         | Canadá                      | o    | o    | o    | xxo  | 5.70  | q     |
| 5    | A     | Axel Chapelle           | França                      | xo   | o    | o    | xxo  | 5.70  | q     |
| 5    | A     | Raphael Holzdeppe       | Alemanha                    | -    | o    | xo   | xxo  | 5.70  | q     |
| 7    | B     | Paweł Wojciechowski     | Polónia                     | -    | o    | xxo  | xxo  | 5.70  | q     |
| 8    | A     | Armand Duplantis        | Suécia                      | xxo  | xo   | xo   | xxo  | 5.70  | q     |
| 9    | B     | Arnaud Art              | Bélgica                     | o    | o    | o    | xxx  | 5.60  | q     |
| 10   | A     | Xue Changrui            | China                       | -    | xo   | o    | xxx  | 5.60  | q     |
| 11   | B     | Kurtis Marschall        | Austrália                   | o    | xxo  | o    | xxx  | 5.60  | q     |
| 11   | B     | Yao Jie                 | China                       | o    | xxo  | o    | xxx  | 5.60  | q     |
| 13   | B     | Christopher Nilsen      | Estados Unidos              | o    | o    | xo   | xxx  | 5.60  |       |
| 14   | B     | Valentin Lavillenie     | França                      | -    | xo   | xo   | xxx  | 5.60  |       |
| 15   | A     | Andrew Irwin            | Estados Unidos              | xxo  | o    | xo   | xxx  | 5.60  |       |
| 16   | A     | Adrián Vallés           | Espanha                     | xxo  | xo   | xo   | xxx  | 5.60  |       |
| 17   | A     | Vladyslav Malykhin      | Ucrânia                     | xxo  | o    | xxo  | xxx  | 5.60  |       |
| 18   | A     | Jan Kudlička            | Chéquia                     | -    | o    | xxx  | z !  | 5.45  |       |
| 18   | B     | Hiroki Ogita            | Japão                       | o    | o    | xxx  | z !  | 5.45  |       |
| 20   | A     | Germán Chiaraviglio     | Argentina                   | xo   | o    | xxx  | z !  | 5.45  |       |
| 21   | A     | Emmanouil Karális       | Grécia                      | xxo  | o    | xxx  | z !  | 5.45  |       |
| 22   | A     | Ilya Mudrov             | Atletas neutros autorizados | o    | xo   | xxx  | z !  | 5.45  |       |
| 22   | A     | Ivan Horvat             | Croácia                     | o    | xo   | xxx  | z !  | 5.45  |       |
| 22   | B     | Kévin Menaldo           | França                      | -    | xo   | xxx  | z !  | 5.45  |       |
| 25   | B     | Michal Balner           | Chéquia                     | xo   | xxo  | xxx  | z !  | 5.45  |       |
| 26   | A     | Seito Yamamoto          | Japão                       | o    | xxx  | z !  | z !  | 5.30  |       |
| 27 ! | B     | Diogo Ferreira          | Portugal                    | xxx  | z !  | z !  | z !  | NM    |       |
| 28 ! | B     | Igor Bychkov            | Espanha                     | xxx  | z !  | z !  | z !  | NM    |       |
| 29 ! | B     | Menno Vloon             | Países Baixos               | -    | x-   | -    | r    | NM    |       |
| 99 ! | B     | Konstantinos Filippidis | Grécia                      | -    | -    | -    | -    | DNS   |       |

### Final
A final da prova ocorreu dia 8 de agosto às 19:35. 
| Pos.              | Atleta              | Nacionalidade  | 5.50 | 5.65 | 5.75 | 5.82 | 5.89 | 5.95 | 6.01 | Marca | Notas                |
| ----------------- | ------------------- | -------------- | ---- | ---- | ---- | ---- | ---- | ---- | ---- | ----- | -------------------- |
| Medalha de ouro   | Sam Kendricks       | Estados Unidos | o    | o    | o    | o    | o    | xxo  | xr   | 5.95  |                      |
| Medalha de prata  | Piotr Lisek         | Polónia        | o    | xxo  | o    | x-   | o    | xxx  | z !  | 5.89  |                      |
| Medalha de bronze | Renaud Lavillenie   | França         | –    | o    | o    | x-   | xo   | xx-  | x    | 5.89  | Recorde da temporada |
| 4                 | Xue Changrui        | China          | o    | o    | o    | o    | xxx  | z !  | z !  | 5.82  | Recorde nacional     |
| 5                 | Paweł Wojciechowski | Polónia        | o    | o    | xo   | x-   | xx   | z !  | z !  | 5.75  |                      |
| 6                 | Axel Chapelle       | França         | o    | o    | xxx  | z !  | z !  | z !  | z !  | 5.65  |                      |
| 7                 | Kurtis Marschall    | Austrália      | xo   | o    | xxx  | z !  | z !  | z !  | z !  | 5.65  |                      |
| 8                 | Shawnacy Barber     | Canadá         | xo   | xxo  | xxx  | z !  | z !  | z !  | z !  | 5.65  |                      |
| 9                 | Armand Duplantis    | Suécia         | o    | xxx  | z !  | z !  | z !  | z !  | z !  | 5.50  |                      |
| 10                | Arnaud Art          | Bélgica        | xxx  | z !  | z !  | z !  | z !  | z !  | z !  | NM    |                      |
| 10                | Raphael Holzdeppe   | Alemanha       | xxx  | z !  | z !  | z !  | z !  | z !  | z !  | NM    |                      |
| 10                | Yao Jie             | China          | xxx  | z !  | z !  | z !  | z !  | z !  | z !  | NM    |                      |

Legenda
| Recorde mundial       | Recorde mundial (World record)               |                       | Recorde africano                      | Recorde africano (African) |                                           | Q | Classificado por posição (Qualified) |
| Recorde do campeonato | Recorde do campeonato (Championship record)  | Recorde da América    | Recorde da América (Americas)         | q                          | Classificado por melhor tempo (Qualified) |   |                                      |
| Melhor marca do ano   | Melhor marca do ano (World leading)          | Recorde asiático      | Recorde asiático (Asian)              | DNS                        | Não largou (Did not start)                |   |                                      |
| Recorde nacional      | Recorde nacional (National record)           | Recorde europeu       | Recorde europeu (European)            | DNF                        | Não terminou (Did not finish)             |   |                                      |
| Recorde pessoal       | Recorde pessoal do atleta (Personal best)    | Recorde da Oceania    | Recorde da Oceania (Oceania)          | DSQ / DQ                   | Desclassificado (Disqualified)            |   |                                      |
| Recorde da temporada  | Recorde da temporada do atleta (Season best) | Recorde sul-americano | Recorde sul-americano (South America) | NM                         | Sem marca (No mark)                       |   |                                      |